# Travis Dawkins
Travis Sentell Dawkins, även kallad Gookie, född den 12 maj 1979 i Newberry i South Carolina, är en amerikansk före detta professionell basebollspelare som spelade fyra säsonger i Major League Baseball (MLB) 1999–2000 och 2002–2003. Dawkins var främst shortstop.
Dawkins tog guld för USA vid olympiska sommarspelen 2000 i Sydney.

## Karriär

### Major League Baseball
Dawkins draftades av Cincinnati Reds 1997 som 66:e spelare totalt och redan samma år gjorde han proffsdebut i Reds farmarklubbssystem. Han spelade sin första match i MLB för Reds den 3 september 1999, men han tillbringade mest tid i farmarligorna även därefter. Under de tre säsongerna 1999, 2000 och 2002 spelade han sammanlagt bara 52 matcher för Reds.
Inför 2003 års säsong köptes Dawkins av Los Angeles Dodgers, men där fick han bara spela i farmarligorna. Mitt under säsongen byttes han bort till Kansas City Royals i utbyte mot två andra spelare. För Royals fick han chansen i tre matcher i MLB den säsongen.
Från och med 2004 och till och med 2011 spelade Dawkins i farmarligorna för Royals, Chicago Cubs, Detroit Tigers, Pittsburgh Pirates, Seattle Mariners, Philadelphia Phillies, Chicago White Sox, Royals igen, White Sox igen, Florida Marlins och White Sox igen. Han fick dock aldrig spela någon mer match i MLB.
Sammanlagt spelade Dawkins bara 55 matcher i MLB och han hade ett slaggenomsnitt på väldigt låga 0,163, inga homeruns och tre RBI:s (inslagna poäng). I Minor League Baseball spelade han däremot hela 1 453 matcher.
Dawkins har efter spelarkarriären arbetat som assisterande tränare i farmarligorna.

### Internationellt
Dawkins tog guld för USA vid olympiska sommarspelen 2000 i Sydney. Han deltog i sju matcher men hade inga hits på sex at bats.